# Заштићено станиште Бара Трсковача
Заштићено станиште Бара Трсковача је најмање и најмлађе природно добро општине Рума. Налази се у непосредној близини Платичева.

## Историјат
До седамдесетих година прошлог века Бара Трсковача је служила мештанима Платичева као извор рибе и трске и представљала је природну депресију испуњену отвореним воденим огледалима, окружена ораницама где је претежно пољопривредна делатност била и остала повртарство. Измаглица која би се у летњим месецима скупљала у овом микроклиматском појасу била је постојан и неопходан извор росе. Међутим, убрзо се дошло на идеју да се само подручје исуши како би се и оно могло обрађивати па је Бара Трсковача темељно измењена, подигнута је црпна станица, прокопани вештачки канали којима се спроводио вишак воде, а  тло је претворено у обрадиве површине.
Почетком 21. века је група ентузијаста из Платичева покренула иницијативу да се ово подручје опет истражи, па су стручњаци из различитих научних области кроз многобројне анализе дошли до сазнања да у бари постоји стабилна популација аутохтоних врста лињака и златног караша, као и велики број врста инсеката, вилинских коњица, водоземаца, гмизаваца, птица и миграторне врсте сисара. Из тих разлога је Бара Трсковача 2011. године проглашена заштићеним стаништем и вредним ретко барско–мочварним стаништем аутохтоне и угрожене врсте и додељена је на управљање Туристичкој организацији општине Рума 30. септембра исте године. На подручју баре установљени су режими заштите другог и трећег степена. Укупно располаже 168,15 хектара од којих је око четрдесет и три под режимом заштите другог степена, а око сто двадесет и пет под режимом заштите трећег степена.